# Kwartał
Kwartał – ¼ roku kalendarzowego, trwa trzy miesiące. Rozróżnia się cztery kwartały:
- I kwartał – styczeń-marzec,
- II kwartał – kwiecień-czerwiec,
- III kwartał – lipiec-wrzesień,
- IV kwartał – październik-grudzień.